# Bernd Bauchspieß
Bernd Bauchspieß (10. října 1939, Zeitz – 22. října 2024) byl východoněmecký fotbalista, útočník. V sezónách 1959, 1960 a 1964/65 byl nejlepším střelcem východoněmecké oberligy. V roce 1961 začal v Lipsku studovat medicínu, v roce 1969 studium dokončil a po skončení kariéry pracoval v Lipsku jako ortopéd. Je považován za nejlepšího fotbalistu Chemie Leipzig v historii.

## Fotbalová kariéra
Ve východoněmecké oberlize hrál za BSG Chemie Zeitz, Berliner FC Dynamo a BSG Chemie Leipzig, nastoupil ve 264 ligových utkáních a dal 121 gólů. S BSG Chemie Leipzig vyhrál v roce 1964 východoněmeckou ligu a v roce 1966 východoněmecký fotbalový pohár. V Poháru mistrů evropských zemí nastoupil v 1 utkání a v Poháru vítězů pohárů nastoupil ve 4 utkáních a dal 4 góly. Za reprezentaci Východního Německa (NDR) nastoupil v roce 1959 v přátelském utkání s Finskem. Reprezentoval Německo na LOH 1964 v Tokiu, nastoupil ve 3 utkáních, dal 1 gól a získal s týmem bronzové medaile za 3. místo.

## Ligová bilance
| Ročník            | Zápasy | Góly |                    |
| ----------------- | ------ | ---- | ------------------ |
| II. liga 1957     | 4      | 0    | BSG Chemie Zeitz   |
| II. liga 1958     | 21     | 18   | BSG Chemie Zeitz   |
| I. liga 1959      | 26     | 18   | BSG Chemie Zeitz   |
| I. liga 1960      | 25     | 25   | BSG Chemie Zeitz   |
| I. liga 1961/1962 | 5      | 3    | Berliner FC Dynamo |
| II. liga 1961/62  | 14     | 8    | BSG Chemie Zeitz   |
| II. liga 1962/63  | 21     | 7    | BSG Chemie Zeitz   |
| I. liga 1963/1964 | 21     | 13   | BSG Chemie Leipzig |
| I. liga 1964/1965 | 23     | 14   | BSG Chemie Leipzig |
| I. liga 1965/1966 | 23     | 12   | BSG Chemie Leipzig |
| I. liga 1966/1967 | 26     | 14   | BSG Chemie Leipzig |
| I. liga 1967/1968 | 25     | 9    | BSG Chemie Leipzig |
| I. liga 1968/1969 | 26     | 7    | BSG Chemie Leipzig |
| I. liga 1969/1970 | 13     | 2    | BSG Chemie Leipzig |
| I. liga 1970/1971 | 26     | 3    | BSG Chemie Leipzig |
| II. liga 1971/72  | 20     | 0    | BSG Chemie Leipzig |
| I. liga 1972/1973 | 25     | 0    | BSG Chemie Leipzig |
| CELKEM I. liga    | 264    | 121  |                    |